# 隆庆府
隆庆府，中国南宋时设置的一个府。
南宋绍熙二年（1191年）升剑州置，治所在普安县（今四川省剑阁县）。辖境约相当今四川省剑阁、梓潼及江油市东北部地。属利州路。端平三年（1236年）兵乱，徙治苦竹隘（今剑阁县东北小剑山顶）。元朝至元二十年（1283年）望改为剑州。